# Миссури (плато)

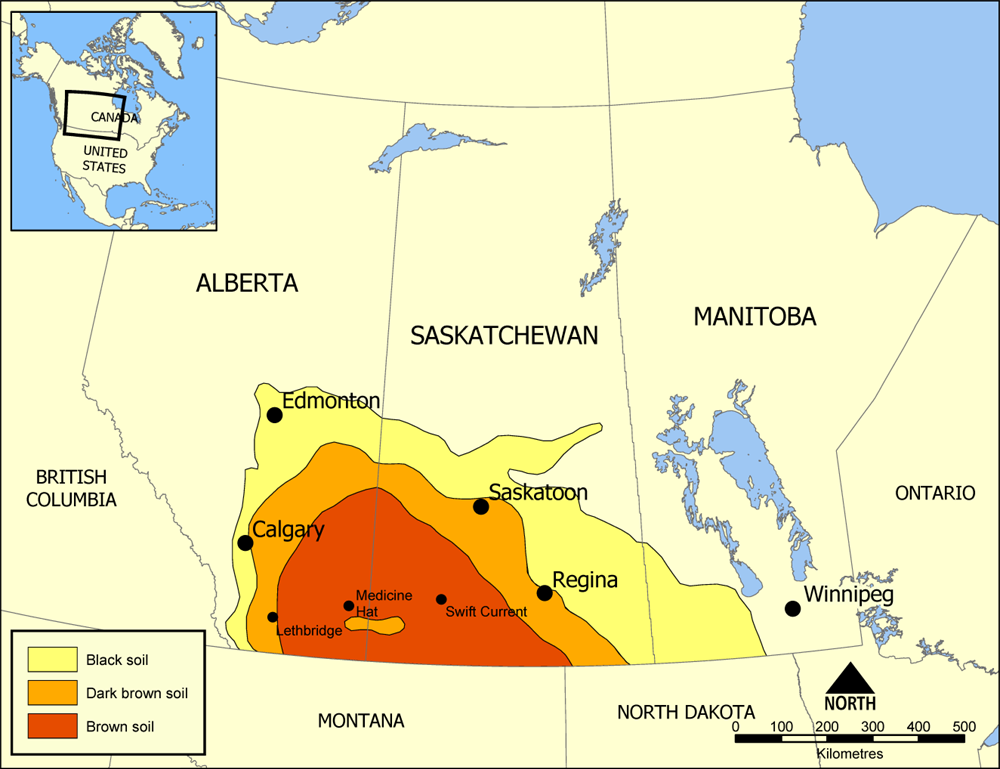
Секция плато Миссури в Канаде

Миссу́ри (англ. Missouri Plateau) — плато в США и Канаде, средняя часть Великих равнин в бассейне реки Миссури. Сложено, главным образом, песчаниковыми осадочными породами.
Поверхность плато плоская, высота над уровнем моря колеблется от 1600 м на западе до 500 м на востоке. Местами высота некоторых гор достигает 2200 м. На Плато Миссури берёт начало множество рек. Вдоль долин крупных рек множество оврагов, часто образующие труднопроходимый и непригодный для земледелия рельеф (так называемый «бедленд»).
Климат на плато континентальный засушливый. Вегетационный период и температура воздуха больше в восточной части и снижается к западу. В неразработанных местах местность покрыта ковыльно-разнотравной растительностью практически без деревьев или кустарников, у подножия Скалистых гор — сухие грамово-разнотравные степи. Почвы плато — от чернозёмных на востоке до каштановых на западе.